# Rosl Zapf
Rosl Zapf (* 17. Februar 1925 in Hof, Land Salzburg; † 1. März 2019) war eine österreichische Opernsängerin in der Stimmlage Mezzosopran.

## Leben
Zapf absolvierte ein Gesangsstudium in Graz bei Stoja von Milinković. Ihr erstes Engagement hatte sie von 1945 bis 1949 am Landestheater Salzburg. Nach einem kurzen Engagement an der Bayerischen Staatsoper war sie ab 1950 Solistin an der Oper Frankfurt. Sie war bis zu ihrem Bühnenabschied 1976 festes Ensemblemitglied der Oper Frankfurt und gehörte dort zu den beliebtesten Mitgliedern des Ensembles. 1962 wirkte sie dort in der Uraufführung der Oper Die Alkestiade  von Louise Talma mit. Außerdem sang sie in den deutschen Erstaufführungen von Cardillac (1952) und der Oper Uno sguardo dal ponte (1962) von Renzo Rossellini mit. In der Spielzeit 1965/1966 sang sie an der Oper Frankfurt in der Uraufführung der beiden Einakter Das Ende einer Welt (als Marchesa) und Der Landarzt (als Mutter) von Hans Werner Henze.
Zu ihren wichtigsten Bühnenpartien gehörten: Cherubino (und später) Marcellina in Le nozze di Figaro, Frau Reich in Die lustigen Weiber von Windsor, Hänsel in Hänsel und Gretel, Azucena in Der Troubadour, Amneris in Aida, Mrs. Quickly in Falstaff. Weiters sang sie Magdalena in Der Evangelimann, Mrs. Herring in Albert Herring, Gräfin Geschwitz in Lulu und die Schenkwirtin in Boris Godunow. Zapf war auch als Konzertaltistin und gelegentlich in Operetten (Czipra in Der Zigeunerbaron) tätig.
Zapf trat am Théâtre Royal de la Monnaie (1954), bei den Salzburger Festspielen (1956, als 3. Dame in Die Zauberflöte), am Teatro Nacional de São Carlos (1959) in Lissabon und an der Grand Opéra Paris auf.